# Provinz Piacenza
Die Provinz Piacenza (italienisch Provincia di Piacenza) ist eine italienische Provinz der Region Emilia-Romagna. Hauptstadt ist Piacenza.
Sie hat 285.389 Einwohner (Stand 31. Dezember 2023) in 48 Gemeinden auf einer Fläche von 2.589 km². Die Immigranten repräsentieren 4,2 % der Gesamtbevölkerung.
Die Provinz grenzt im Norden und Westen an die Lombardei, im Osten an die Provinz Parma, im Süden an Ligurien und im Südwesten an das Piemont.
Bis 1927 war die Provinz in den Kreisen Piacenza und Fiorenzuola geteilt.

## Wappen
Beschreibung: In Rot eine weiße Mittel- oder Herzvierung. Über dem Wappen eine goldene Provinzkrone, aus der ein Eichenzweig rechts und ein Olivenzweig links mit einem Band in den Nationalfarben gebunden, hervorragt.

## Größte Gemeinden
(Stand: 31. Dezember 2023)
| Gemeinde               | Einwohner |
| ---------------------- | --------- |
| Piacenza               | 102.887   |
| Fiorenzuola d’Arda     | 14.943    |
| Castel San Giovanni    | 14.139    |
| Rottofreno             | 12.286    |
| Podenzano              | 9.086     |
| Borgonovo Val Tidone   | 8.227     |
| Carpaneto Piacentino   | 7.717     |
| Rivergaro              | 7.121     |
| Pontenure              | 6.628     |
| Cadeo                  | 6.003     |
| San Giorgio Piacentino | 5.559     |
| Castelvetro Piacentino | 5.336     |
| Monticelli d’Ongina    | 5.170     |